# Insurgentes (estación)
Insurgentes es una de las estaciones que forman parte del Metro de la Ciudad de México, perteneciente a la Línea 1. Se ubica al poniente de la Ciudad de México, en la alcaldía Cuauhtémoc.

## Información general

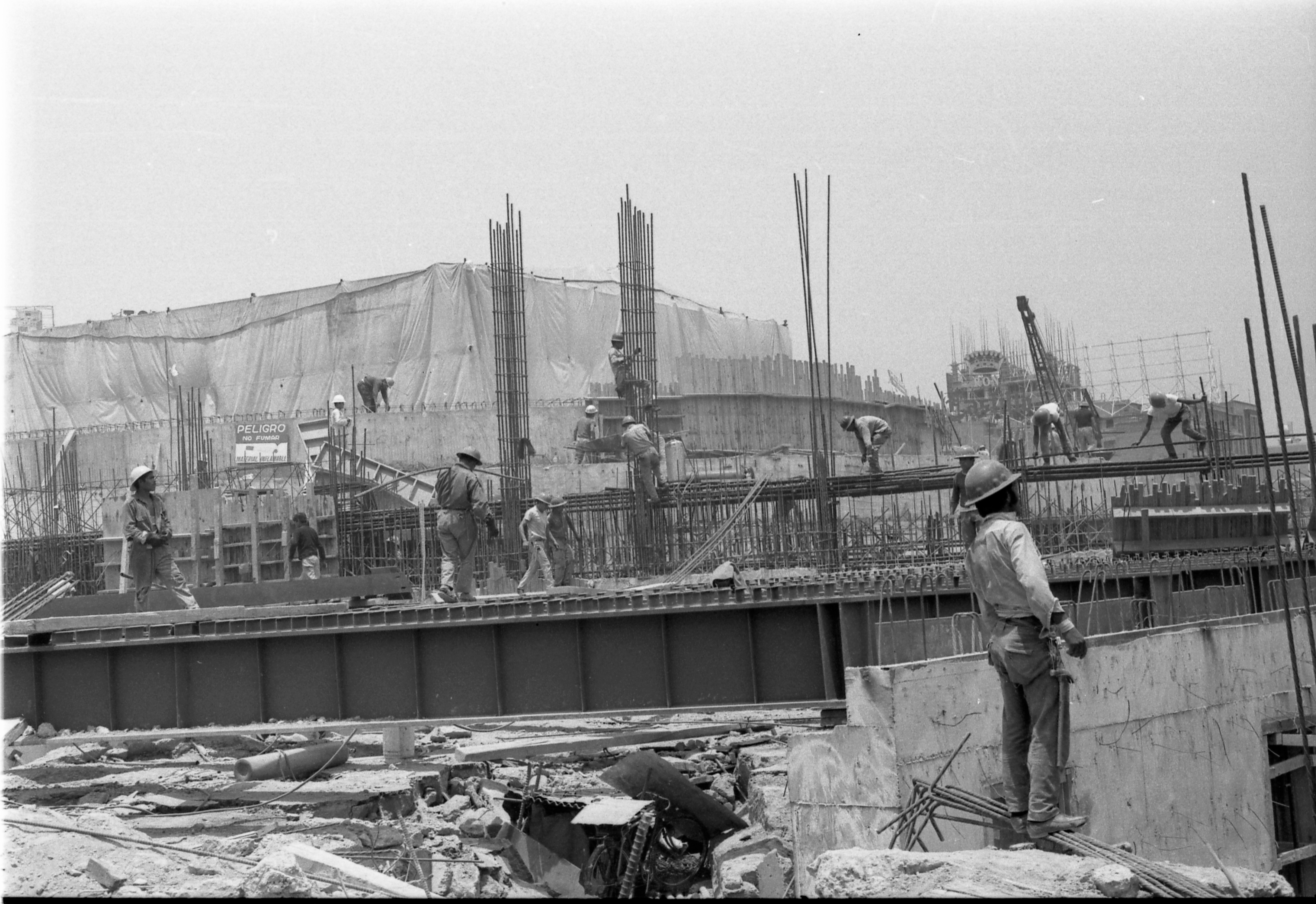
Construcción de la estación Insurgentes, 24 de abril de 1969.

Toma su nombre de la Avenida de los Insurgentes, encontrándose la estación en la Glorieta de los Insurgentes, Insurgentes es el nombre con el que se conocía al ejército independentista de México y su símbolo representa la Campana de Dolores, con la cual el sacerdote Miguel Hidalgo y Costilla llamó a rebelarse contra el gobierno español el 16 de septiembre de 1810 en Dolores Hidalgo, en el estado de Guanajuato.
En esta estación, se efectuó la ceremonia de inauguración de la Línea 1 del Metro y del Metro de la Ciudad de México el 4 de septiembre de 1969.

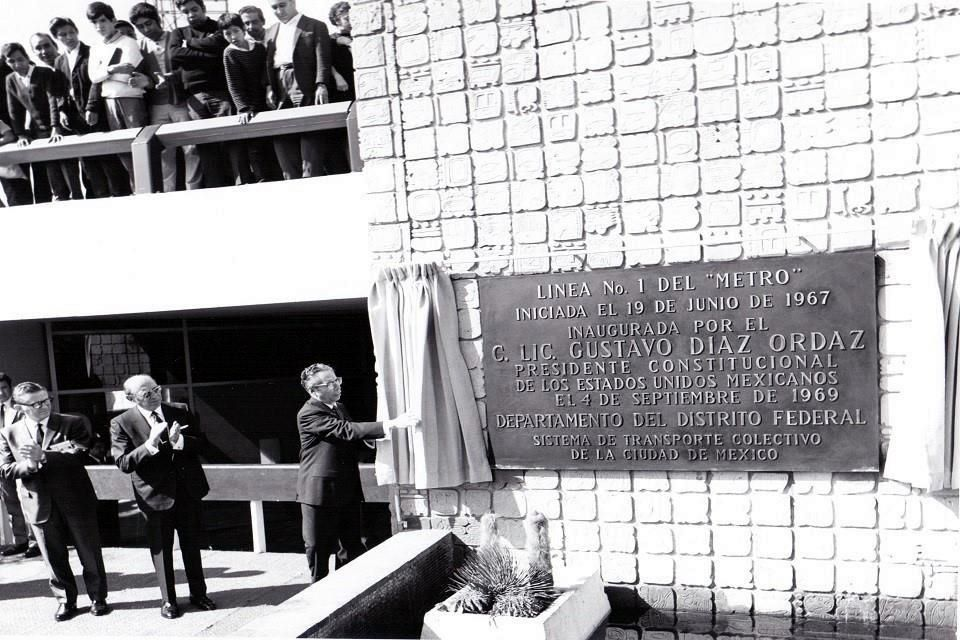
Gustavo Díaz Ordaz presidente de México (1964-1970), inaugurando la Línea 1 del Metro de la Ciudad de México a las afueras de la estación, el día 4 de septiembre de 1969.

En la glorieta de esta estación se filmó una escena de la película Total Recall con Arnold Schwarzenegger. La avenida de los Insurgentes es una de las más importantes arterias de la Ciudad de México y la única que atraviesa la ciudad de norte a sur. Al norte, esta avenida se convierte en la carretera que conduce al estado de Hidalgo y al sur, en la carretera que conduce al estado de Morelos.

### Remodelación
La estación permaneció cerrada desde la noche del 9 de noviembre de 2023, debido a la remodelación que se está llevando a cabo desde el 2022, con la finalidad de rehabilitar y aumentar la vida útil de la primera línea del metro de la Ciudad de México, inaugurada entre 1969 y 1984. Se espera que las obras de la segunda fase de remodelación (Observatorio-Salto del Agua) concluya durante el año 2025, para que finalmente se reabra toda línea completamente remodelada.
La estación fue reabierta el 23 de abril de 2025, tras más de 1 año de obras de modernización, la estación forma parte de la reapertura del tramo Balderas-Chapultepec. La reapertura incluyó que el acceso a la estación sólo se pudiera realizar mediante la tarjeta de movilidad integrada, retirando la posibilidad de ingresar mediante boleto.
De igual forma, se continua con la renovación total de la línea en su segunda fase, en el tramo comprendido desde la estación Observatorio hasta Juanacatlán desde el día 9 de noviembre de 2023 a las 23:00 horas, esto con la finalidad de concluir las obras de modernización las cuales se esperan que ocurran durante el 2025.

### Patrimonio

#### Murales
La estación está decorada por tres murales:
- Dos obras hiperrealistas del pintor Rafael Cauduro en 1990, cada uno representando una escena cotidiana en el metro de Londres y el otro en el metro de París en una superficie de más de 37 metros cuadrados.
- Una obra del pintor Marco Zamudio titulada El usuario (The passenger) donde plasma momentos de la vida cotidiana en el metro.
- Una obra del artista argentino Alfredo Segatori titulada En la mesa de los muralistas mexicanos, en la que aparecen David Alfaro Siqueiros, José Clemente Orozco, Diego Rivera, la pintora Frida Kahlo, y el mismo autor de la obra, además de motivos característicos de la mexicanidad.

### Afluencia
En 2014, Insurgentes se convirtió en la 11° estación más utilizada de la red, al registrar una afluencia promedio de 268,432 pasajeros en día laborable.
La siguiente tabla muestra la afluencia de la estación en los últimos 10 años:
| Afluencia Anual de Pasajeros | Afluencia Anual de Pasajeros | Afluencia Anual de Pasajeros | Afluencia Anual de Pasajeros | Afluencia Anual de Pasajeros | Afluencia Anual de Pasajeros |
| ---------------------------- | ---------------------------- | ---------------------------- | ---------------------------- | ---------------------------- | ---------------------------- |
| Año                          | Afluencia                    | A Diario                     | Ranking                      | Incremento                   | Ref.                         |
| 2024                         | 0                            | 0                            | X                            | -100.00%                     |                              |
| 2023                         | 8,458,386                    | 23,173                       | 40°/187                      | -28.40%                      | [ 6 ]                        |
| 2022                         | 11,812,681                   | 32,363                       | 16°/175                      | +71.71%                      | [ 7 ]                        |
| 2021                         | 6,879,516                    | 18,847                       | 28°/195                      | -35.14%                      | [ 8 ]                        |
| 2020                         | 10,606,513                   | 28,979                       | 14°/195                      | -48.89%                      | [ 9 ]                        |
| 2019                         | 20,753,676                   | 56,859                       | 13°/195                      | +3.29%                       | [ 10 ]                       |
| 2018                         | 20,092,422                   | 55,047                       | 13°/195                      | -0.88%                       | [ 11 ]                       |
| 2017                         | 20,271,258                   | 55,537                       | 14°/195                      | -6.74%                       | [ 12 ]                       |
| 2016                         | 21,737,014                   | 59,390                       | 12°/195                      | -5.96%                       | [ 13 ]                       |
| 2015                         | 23,113,713                   | 63,325                       | 12°/195                      | +2.24%                       | [ 14 ]                       |

## Conectividad

### Salidas
- Surponiente: Avenida Oaxaca Oriente, Colonia Roma Norte.
- Suroriente: Avenida de los Insurgentes Sur, colonia Roma Norte
- Sur: Calle Jalapa, Colonia Roma Norte
- Nororiente: Eje 1 Sur Avenida Chapultepec, colonia Juárez
- Norte: Calle Génova, Colonia Juárez
- Norponiente: Eje 1 Sur Aenida Chapultepec, Colonia Juárez

### Conexiones
Existen conexiones con las estaciones y paradas de diversos sistemas de transporte:
- Línea 1 del Metrobús.

## Sitios de interés
- Plaza Río de Janeiro
- Fuente de las Cibeles
- Zona Rosa